# Nick Tenconi
Nick Marcel Tenconi (né en mars 1984) est un homme politique britannique, entraîneur personnel et activiste, actuellement leader par intérim du Parti pour l'indépendance du Royaume-Uni (UKIP) depuis juin 2024. Il est également le leader du groupe de pression d'extrême droite Turning Point UK (en).

## Biographie
Tenconi est un entraîneur personnel indépendant qui dirige une entreprise de coaching de mode de vie depuis une salle de sport à Reading,. En 2023, il a attiré l'attentione des médias après avoir conduit en Ukraine pour livrer de l'aide humanitaire.
En tant que directeur des opérations de Turning Point UK, il a participé à l'organisation de manifestations de rue dans le quartier Honor Oak à Londres, devant un pub ayant auparavant accueilli des événements de lecture de contes par des drag queens, ainsi que des contre-manifestations lors de marches de solidarité avec la Palestine à Londres. Les manifestations répétées de TPUK ont vu des centaines de contre-manifestants surpasser et submerger les activists de TPUK. Selon le Trans Safety Network, Tenconi « a été activement impliqué dans les violences de rue, offrant personnellement de se battre conte des individus et s'approchant physiquement des contre-manifestants pour les attraper. Cela témoigne d'un virage clair de TPUK vers un fascisme de rue sans excuses. »  Le site d'actualités LGBT Pink News a écrit que Tenconi « utilise sa plateforme Twitter pour diffuser des opinions haineuses contre les personnes transgenres. » 
Un article sur l'éxtrême droite publié par Hope not Hate a indiqué que « depuis l'ajout de Nick Tenconi au groupe, Turning Point UK semble se réinventer en tant qu'organisateur de manifestations de rue, jouant un rôle clé dans les manifestations contre les sessions de lecture de contes par des drag queens tout au long de l'année. » 

### UKIP
Il a été élu vice-président du UKIP en mai 2024, après avoir rejoint récemment le parti, et est devenu leader par intérim après la démission de Lois Perry, qui le groupe Reform UK de Nigel Farage lors des élections générales de 2024.  Perry a ensuite affirmé qu'elle avait démissionné en raison de la présence de certains éléments au sein de la direction, qu'elle n'a pas nommés, qui souhaitaient adopter un point de vue plus extrême. Cependant, elle a précisé que Tenconi ne faisait pas partie de cette tendance extrémiste.
Sous la direction de Tenconi, l'UKIP a cherché à se rapprocher du journaliste controversé Stephen Yaxley-Lennon (connu sous le nom de Tommy Robinson), a nommé l'activiste anti-Islam d'extrême droite Calvin Robinson comme porte-parole principal, et a entamé des discussions avec l'influenceuse anti-Islam Katie Hopkins.
Tenconi a été vu avec un port-voix lors de manifestations anti-migrants à Plymouth en août 2024, ainsi qu'à d'autres manifestations similaires à Aldershot et Reading, dirigeait des chants tels que « les envahisseurs dehors ». Tenconi a allégué qu'un homme ayant tué trois jeunes filles à Southport, ce qui avait déclenché les émeutes anti-migrants, était « sous des ordres ». Il a également participé à une manifestation à Trafalgar Square le 1er août, qui a dégénéré en violence.

## Opinions
Tenconi se décrit comme un « défenseur de la masculinité, du christianisme et des valeurs conservatrices » et a exprimé son opposition à la « culture woke satanique ». Il se dit un grand admirateur de Kyle Rittenhouse, le jeune Américain qui a tué deux manifestants lors d’une manifestation Black Lives Matter,,,,.